# Glanvillia
Glanvillia é uma cidade de Dominica localizada na paróquia de Saint John.
Esta importante localidade é um dos pontos mais interessantes na Dominica para a observação de pássaros.
A vila é famosa por ter como moradoras duas das mais idosas mulheres do mundo, ambas com mais de 120 anos. Uma delas, Elizabeth "Pampo" Israel, nasceu em 27 de janeiro de 1875.